# Ješevac
Le mont Ješevac (en serbe cyrillique : Јешевац) est une montagne du centre de la Serbie. Il culmine au pic de Crni vrh, qui s'élève à une altitude de 902 m.

## Géographie
Le mont Ješevac est situé au centre de la Serbie, au sud-est de la ville de Gornji Milanovac. Outre le Crni vrh, les pics les plus élevés de la montagne sont le Bezimeni vrh (880 m), le Veliki vrh (766 m), la Treska (735 m), la Pavlovača (741 m),  et le Klik (722 m).